# Imad Riahi
Imad Riahi, né le 27 juillet 2000 à Casablanca, est un footballeur marocain jouant au poste d'attaquant au MAS de Fes.

## Biographie

### En club
Imad Riahi évolue dans l'académie du Raja CA jusqu'aux U23, avant d'être repéré par les scouts du RCA Zemamra, club évoluant en Botola Pro.
Le 1er juillet 2019, il s'engage pour deux saisons au RCA Zemamra pour un montant de 73 000 euros. Le 30 septembre 2020, il fait ses débuts professionnels avec l'équipe première du RCA Zemamra à l'occasion d'un match face à la RS Berkane (victoire, 1-2). Régulièrement sur le banc des remplaçants, il n'entre que cinq fois en jeu en l'espace de deux saisons.
Le 23 août 2021, il signe un contrat libre de deux ans au JS Soualem, club monté en première division marocaine. Le 29 décembre 2021, il dispute son premier match face à l'OC Safi (victoire, 2-1). Le 6 mars 2022, il inscrit son premier but professionnel face à l'IR Tanger (défaite, 2-1).

### En sélection
En décembre 2022, il reçoit sa première convocation avec l'équipe du Maroc A' sous Houcine Ammouta pour un stage de préparation au CHAN 2023 en Algérie.